# Acaena pallida
Acaena pallida é uma espécie de rosácea do gênero Acaena, pertencente à família Rosaceae.